# Сморчков, Николай Гаврилович
Никола́й Гаври́лович Сморчко́в (9 августа 1930, село Иваньково, Ивановская область, РСФСР, СССР — 5 марта 2021, Москва, Россия) — советский и российский киноактёр.

## Биография
Родился 9 августа 1930 года в селе Иваньково Гаврилово-Посадского района в многодетной крестьянской семье Гаврила Ивановича и Пелагеи Матвеевны. В 1933 году, спасаясь от коллективизации, семья переехала в посёлок Оргтруд, находившийся недалеко от Владимира (сейчас микрорайон города). Во время учёбы в 7-м классе Сморчков решил стать киноартистом.
После окончания школы Николай Сморчков приехал в Москву и поступил во ВГИК (курс Сергея Герасимова и Тамары Макаровой), где ему пришлось специально заниматься, чтобы убрать свой окающий акцент. Ещё будучи на втором курсе, в 1951 году сыграл свою первую роль в фильме Герасимова «Сельский врач»). Окончил ВГИК в 1953 году с красным дипломом. После окончания института актёр был зачислен в Театр-студию киноактёра и на киностудию «Мосфильм», где трудился на протяжении почти сорока лет. На сцене театра играл в спектакле «Вечер старинных водевилей», ездил с ним на гастроли, но потом полностью переключился на кинематограф.
Для покупки кооперативной квартиры в Москве Николай Сморчков соглашался на любые небольшие роли и эпизоды и вскоре заштамповался как «эпизодник». Персонажи актёра — это, чаще всего, простые русские мужики, рабочие, военные. Снялся более чем в ста шестидесяти картинах. Особенно известен по таким фильмам, как «Верные друзья», «Летят журавли», «Пять дней — пять ночей», «Мы вас любим», «Сквозь ледяную мглу», «Война и мир», «Кремлёвские куранты».
Умер 5 марта 2021 года на 91-м году жизни в Москве от осложнений, вызванных COVID-19. Прах захоронен во Владимире на кладбище микрорайона Оргтруд (старая территория).

### Семья
Жена — Нина Александровна Сморчкова, врач.
Два сына: старший окончил МГИМО, младший — Московский автодорожный институт.

## Фильмография
- 1951 — Сельский врач — Струков
- 1953 — Таинственная находка — матрос
- 1954 — Верные друзья — Лёша Мазаев, секретарь комсомольской организации
- 1954 — Два друга — Володя
- 1954 — Испытание верности — гость у Лутониных (нет в титрах)
- 1954 — Об этом забывать нельзя — студент
- 1955 — В квадрате 45 — диверсант
- 1955 — Доброе утро — Бобров
- 1955 — Земля и люди — колхозник
- 1955 — Секрет красоты — парикмахер
- 1956 — Это начиналось так... — Геннадий
- 1957 — Летят журавли — раненый в госпитале
- 1958 — Девушка с гитарой — покупатель
- 1958 — Трудное счастье — Никита
- 1958 — Улица молодости — крановщик
- 1959 — Баллада о солдате — солдат
- 1959 — Ванька — подмастерье
- 1959 — В степной тиши — Венька
- 1959 — Жестокость — комсомолец
- 1959 — Необыкновенное путешествие Мишки Стрекачёва — шофёр
- 1959 — Сверстницы — Аникин, студент
- 1960 — Пять дней, пять ночей — солдат
- 1960 — Яша Топорков — Дима
- 1961 — Жизнь сначала — ученик ремесленного училища
- 1961 — Командировка — Коля
- 1961 — Сержант Фетисов — лейтенант
- 1962 — 49 дней — эпизод
- 1962 — Иваново детство — старшина
- 1961 — Личное первенство — милиционер
- 1962 — Грешница — шофёр
- 1962 — Молодо-зелено — сотрудник райисполкома
- 1962 — Мы вас любим — учитель
- 1962 — Остров Ольховый — радист
- 1962 — Суд — парень в зале суда
- 1962 — Ход конём — тракторист
- 1963 — Штрафной удар — комбайнёр Яша Михайлов
- 1964 — Негасимое пламя — Локоток
- 1964 — Спроси своё сердце — Чичерюкин
- 1965 — Сквозь ледяную мглу — М. И. Калинин
- 1965 — Спящий лев — Пловов, инкассатор в тире
- 1965 — Чёрный бизнес — сотрудник милиции, порученец генерала Мельникова
- 1965—1967 — Война и мир — русский солдат
- 1966 — По тонкому льду — Павел Васильчиков, партизан
- 1966 — Дикий мёд — Орлов
- 1966 — Маленький беглец — рабочий на стройке
- 1966 — Нет и да — эпизод
- 1967 — Конец «Сатурна» — партизан
- 1967 — Исход — солдат
- 1968 — Крах — милиционер Ковалёв
- 1968 — Ошибка резидента — массовик
- 1968 — Первая девушка — эпизод
- 1968 — По Руси — булочник
- 1969 — Красная палатка — моряк
- 1969 — Неподсуден — лётчик
- 1969 — Только три ночи — шофёр
- 1969 — Тоска — молодой ямщик
- 1970 — Кремлёвские куранты — чекист
- 1970 — Морской характер — офицер флота
- 1970 — Один из нас — пограничник на стадионе
- 1970 — Опекун — председатель райисполкома Забалуйска
- 1970 — Поезд в завтрашний день — работник Совнаркома
- 1970 — Посланники вечности — матрос
- 1970 — Сохранившие огонь — саботажник
- 1971 — Джентльмены удачи — оперативник
- 1971 — Конец Любавиных — крестьянин
- 1971 — Освобождение — ординарец капитана Неустроева
- 1971 — Седьмое небо — Лопухов
- 1972 — Инженер Прончатов
- 1972 — Летние сны — зритель
- 1972 — Пятьдесят на пятьдесят — сотрудник КГБ
- 1972 — Сибирячка — Аникеев
- 1973 — Дела сердечные — работник автозавода
- 1973 — На севере, на юге, на востоке, на западе. Всегда начеку — сотрудник советского разведцентра
- 1973 — Нейлон 100% — больной
- 1973 — Товарищ генерал — шофёр
- 1973 — Чёрный принц — эксперт-фотограф
- 1974 — Гончарный круг — Генаха
- 1973 — Друзья мои — водитель у чайной
- 1973 — Неисправимый лгун — работник МИДа
- 1974 — Звезда экрана — эпизод
- 1974 — Любовь земная — работник строительства
- 1974 — Одиножды один — оратор
- 1974 — Три дня в Москве — гость бабушки
- 1974 — Фронт без флангов — матрос
- 1975 — Алмазы для Марии — гость
- 1975 — Бриллианты для диктатуры пролетариата — чекист
- 1975 — Долгие вёрсты войны — Щена
- 1975 — Шторм на суше — читатель газеты
- 1975 — Ярослав Домбровский — унтер
- 1976 — Дни Турбиных — офицер
- 1976 — Легенда о Тиле — смелый гёз
- 1976 — Повесть о неизвестном актёре — актёр
- 1976 — «SOS» над тайгой — лётчик
- 1976 — Ансамбль неудачников — работник метро
- 1976 — Ты — мне, я — тебе — милиционер
- 1977 — Гонки без финиша — гонщик
- 1977 — Пыль под солнцем — Гимов
- 1977 — Судьба — партизан
- 1977 — Огненные дороги — Пётр Иванович
- 1977 — Хождение по мукам — Мошкин
- 1978 — Недопёсок Наполеон III — директор зверофермы
- 1978 — Право первой подписи — эпизод
- 1979 — По следу властелина — охотник
- 1979 — Экипаж — милиционер в аэропорту
- 1980 — Выстрел в спину — Кирпичников, сотрудник угрозыска
- 1980 — Охота на лис — милиционер
- 1981 — Кольцо из Амстердама — Геннадий Иванович, полковник
- 1981 — Остаюсь с вами — солдат
- 1981 — Тайна записной книжки — покупатель
- 1981 — Через Гоби и Хинган — Марфутенко
- 1981 — Хатан-Батор — белый офицер
- 1981 — Чёрный треугольник — милиционер-столяр
- 1982 — Предисловие к битве — Белобородов
- 1982 — Домой! — майор
- 1982 — Оставить след — проводник
- 1983 — Дважды рождённый — раненый
- 1983 — Подросток — лакей
- 1983 — Срок давности — милиционер (нет в титрах)
- 1983 — Тревожный вылет — капитан Федотов
- 1984 — Жестокий романс — гость Огудаловых, батюшка
- 1984 — Нам не дано предугадать
- 1984 — Один и без оружия — Трещалов
- 1984 — Предел возможного — старый рабочий
- 1984 — Счастливая, Женька! — отец Сергея
- 1985 — Страховой агент — старший лейтенант ГАИ
- 1986 — Затянувшийся экзамен — директор школы
- 1986 — Обида — Матвей Кондратьевич
- 1986 — Первый парень — майор
- 1986 — Чичерин — Григорий Иванович Петровский
- 1987 — Испытатели — Жутов
- 1988 — Брызги шампанского — посетитель ресторана
- 1988 — Вам что, наша власть не нравится? — сотрудник горисполкома
- 1988 — Клад — зампред райисполкома
- 1989 — Софья Петровна — сотрудник редакции
- 1989 — Шок / С любовью и болью — следователь
- 1990 — Аферисты — сотрудник МУРа
- 1990 — Война на западном направлении — генерал-лейтенант
- 1991 — Восточный коридор, или Рэкет по… — Иван Иванович Иванов
- 1991 — Дело Сухово-Кобылина — арестант
- 1991 — Иван Фёдоров — монах Григорий
- 1991 — Не будите спящую собаку — эпизод
- 1991 — Небеса обетованные — Тимофеич, лейтенант милиции
- 1991 — Царь Иван Грозный — стрелец
- 1992 — Исполнитель приговора — милиционер
- 1995 — Любить по-русски — старик на поминках
- 1996 — Любить по-русски 2 — лесник Фролов
- 1997 — Вор — дворник
- 1997 — Шизофрения — сержант милиции
- 1998 — Му-му — дворовый мужик
- 1998 — Незримый путешественник — хлебопёк
- 2000 — Редакция — старик с авоськой
- 2002 — Марш Турецкого-3, фильм 2. «Конец фильма» — понятой
- 2002 — Олигарх — мужик на даче Беленького
- 2002 — Тайна лебединого озера — рыбак
- 2002 — Черёмушки — пенсионер
- 2002 — Шукшинские рассказы (новелла «Самородок») — мастер
- 2003 — Антикиллер 2: Антитеррор — охранник склада
- 2003 — Другая женщина, другой мужчина... — больной
- 2003 — Пятый ангел — заключённый в СИЗО
- 2004 — Дальнобойщики-2 (12-я серия «Джингл Белл») — сторож
- 2004 — Мелюзга — пациент
- 2004 — Парни из стали — Иван Гончаренко
- 2004 — Самара-городок — житель старого дома
- 2004 — Стилет 2 — эпизод
- 2005 — Казус Кукоцкого — шофёр Кукоцкого
- 2005 — Частный детектив — Зорин
- 2006 — Евлампия Романова. Следствие ведёт дилетант 3. Фильм 7. «Канкан на поминках» — сосед Евгении Михайловны
- 2006 — Карамболь — старик на станции
- 2006 — Консервы — ветеран
- 2006 — Погоня за ангелом — старик в камере
- 2006 — Таксистка 3 — старик
- 2007 — Джоконда на асфальте
- 2007 — Приключения солдата Ивана Чонкина — Шапкин
- 2008 — Висяки — дед Ермолай
- 2008 — Однажды в провинции — врач
- 2008 — Срочно в номер 2. «Чёрная вдова» — старик
- 2008 — Человек без пистолета — сосед Пашки
- 2009 — Барвиха — ветеринар
- 2009 — На всех широтах… — поэт
- 2009 — Специалист — Вышневой
- 2009 — 9 мая. Личное отношение (новелла «Все ушли на фронт») — фотограф
- 2010 — Зверобой 2 — дед Егор
- 2010 — Рысь — дед
- 2011 — Товарищи полицейские (серия № 16 «Чужая игра») — Сергей Петрович, обманутый вкладчик
- 2011 — 2018 — Лесник — Виктор Пантелеич Рожнов
- 2012 — Братаны (телесериал)-3 — пешеход
- 2012 — Вероника. Потерянное счастье — Демьяныч
- 2012 — Склифосовский — Мальцев
- 2013 — Право на любовь — рабочий на кладбище

## Озвучивание
- 1960 — Твоё счастье  — Валдис
- 1993—1994 — Чёрный плащ  — эпизоды
- 2010 — Белка и Стрелка. Звёздные собаки — профессор